# Großschirma
Großschirma – miasto w Niemczech, w kraju związkowym Saksonia, w okręgu administracyjnym Chemnitz, w powiecie Mittelsachsen (do 31 lipca 2008 w powiecie Freiberg).

## Geografia
Großschirma leży ok. 7 km na północ od miasta Freiberg.

## Dzielnice miasta
- Großvoigtsberg
- Hohentanne
- Kleinvoigtsberg
- Obergruna
- Reichenbach
- Rothenfurth
- Seifersdorf
- Siebenlehn

Przez miasto przebiega droga krajowa B101.